# Pascual Ferry
Pascual Ferrándiz Arroyo, que usa el seudónimo de Pasqual Ferry, es un historietista español, nacido el 24 de marzo de 1961.

## Biografía
Inicia su trayectoria en el fanzine Zero, junto a otros reputados autores de su generación, como José María Beroy, Antoni Garcés, Das Pastoras, Miguelanxo Prado o Mike Ratera. 
Al final ya del boom del cómic adulto, consigue publicar algunas historietas en las mejores revistas de la época, como Rambla, Zona 84, Cairo y Cimoc. En 1985 se incorporó al sello Intermágen, creado por Josep María Beá, participando en obras como La Técnica del Cómic, un manual editado en forma de coleccionable para quioscos.
Dibuja luego historietas de superhéroes para Marvel UK, pasando finalmente a DC Comics (Superboy, Superman y Adam Strange) y Marvel Comics (Ultimate Fantastic Four).

## Obra
- 1998-99 Heroes for Hire1-19 y Heroes for Hire & Quicksilver annual 1999con guiones de John Ostrander
- Action Comics #786-789, 792-793, 798, 800
- Adam Strange: Planet Heist (lápices, con Andy Diggle y tintas de Dave McCaig, DC Comics, serie limitada de 8 números, 2004-2005, TPB, 192 p., 2005, ISBN 1-4012-0727-8)[2]
- Fantastic Four 2099 #6-8
- Young Avengers Special #1
- New Avengers #24
- Ultimate Fantastic Four #33-38, 42-46
- Ultimate X-Men vs Fantastic Four #1-2
- Ultimate Iron Man II #1-5
- Ender's Game: Battle School (con Chris Yost, Marvel Comics, 2008-2009)
- Tom Strong #26
- Thor (#1-7)
- El bosque encantado de Konosseri. Para la revista TBO de Ediciones B (6.ª época). 1988

### Álbumes en español
- Crepúsculo. (Toutain Editor), (1989). reedición de Astiberri, (2004).
- Agorafobia. (Editorial Complot), dentro de la colección Misión Imposible, (1990).
- Sebastián Gorza. (Toutain Editor), (1991).
- La ruta de la medusa. (Glenat), (1994).
- Octubre. (Astiberri), recopilatorio, contiene Crepúsculo, Sebastian Gorza, La Ruta de la Medusa y Marius Dark: La Torre (serializada en Cimoc). (2003).
- Warlock. (Panini Comics), (2008).
- Superman. Corazones perdidos (Panini Comics), (2009).
- Mr.Bulb. (Planeta Dagostini), (2012)

## Premios
- Premio AACE 2013 a la trayectoria profesional de un autor a lo largo del año.[3]